# Tefenacte
Tefenacte (em egípcio: Tefnakht), Tenefacto (em grego: Τνεφαχθός; romaniz.: Tnephachthos) ou Tecnáctis (Τεχνακτις) (ou Sô bíblico) foi o fundador da XXIV dinastia, governando de Saís, no delta do Nilo, e reinou entre 727-720 a.C.. À época, segundo a tradição bíblica, o rei de Israel Oseias (732–723 a.C.) solicitou ajuda militar contra o avanço da Assíria na Palestina e Síria. Também foi em seu tempo que o cuxita Piiê (r. 747–716 a.C.) estava tomando o Egito. Com o poder dele chegando em Tebas, e ciente da ameaça, Tefenacte organizou coalizão de reis nortenhos (Osocor IV de Tânis, Pefetjauabastete de Heracleópolis, Ninlote de Hermópolis e Iupute de Leontópolis) para enfrentá-lo.
De início, tiveram sucesso, mas ao enfrentarem as lutar contra os cuxitas em Heracleópolis, Tefenacte foi obrigado a se retirar para Hermópolis, onde ele, e então os outros, se renderam e receberam permissão para continuar como governadores de suas cidades. Com sua morte em 720 a.C., foi sucedido por seu filho Bócoris (r. 720–715 a.C.).